# Sonde de température
Les sondes de température (ou capteurs de température) sont des dispositifs permettant de transformer l’effet du réchauffement ou du refroidissement sur leurs composants en signal électrique.
Jusqu'à l'invention du thermoscope de Galilée, les hommes étaient incapables de mesurer la température. Les thermomètres virent bientôt le jour, et avec eux les unités comme le degré Celsius et le kelvin.
Par la suite, les techniques automatisées voyant le jour, il fallut trouver le moyen de traduire les températures en signaux analogiques compréhensibles par des machines.
On compte deux grandes familles de sondes de température :

## Les thermocouples
Un thermocouple (ou couple thermoélectrique) est un système constitué de deux fils métalliques de nature différente reliés par des jonctions. Il permet la mesure de température par application de l'effet Seebeck. de la sonde au contraire  à résistance, on mesure la force électromotrice pour déterminer la température.

## Les sondes à résistance de platine
- La sonde à résistance de platine est constituée d'un filament de platine (Pt), entourant une tige de verre ou non, dont la caractéristique est de changer de résistance en fonction de la température. Sa résistance augmente en même temps que la température.

Les sondes les plus couramment utilisées sont de type Pt 100 (100 Ω à 0 °C).
Il en existe de plusieurs tailles et formes en fonction de l'utilisation.

## Matériel annexe aux sondes
Les sondes sont branchées à des convertisseurs qui transforment le faible signal en tension 0-10 V ou en courant 4/20 mA interprétables par les automatismes ou les afficheurs numériques.  